# فوستوك (مركبة فضائية)

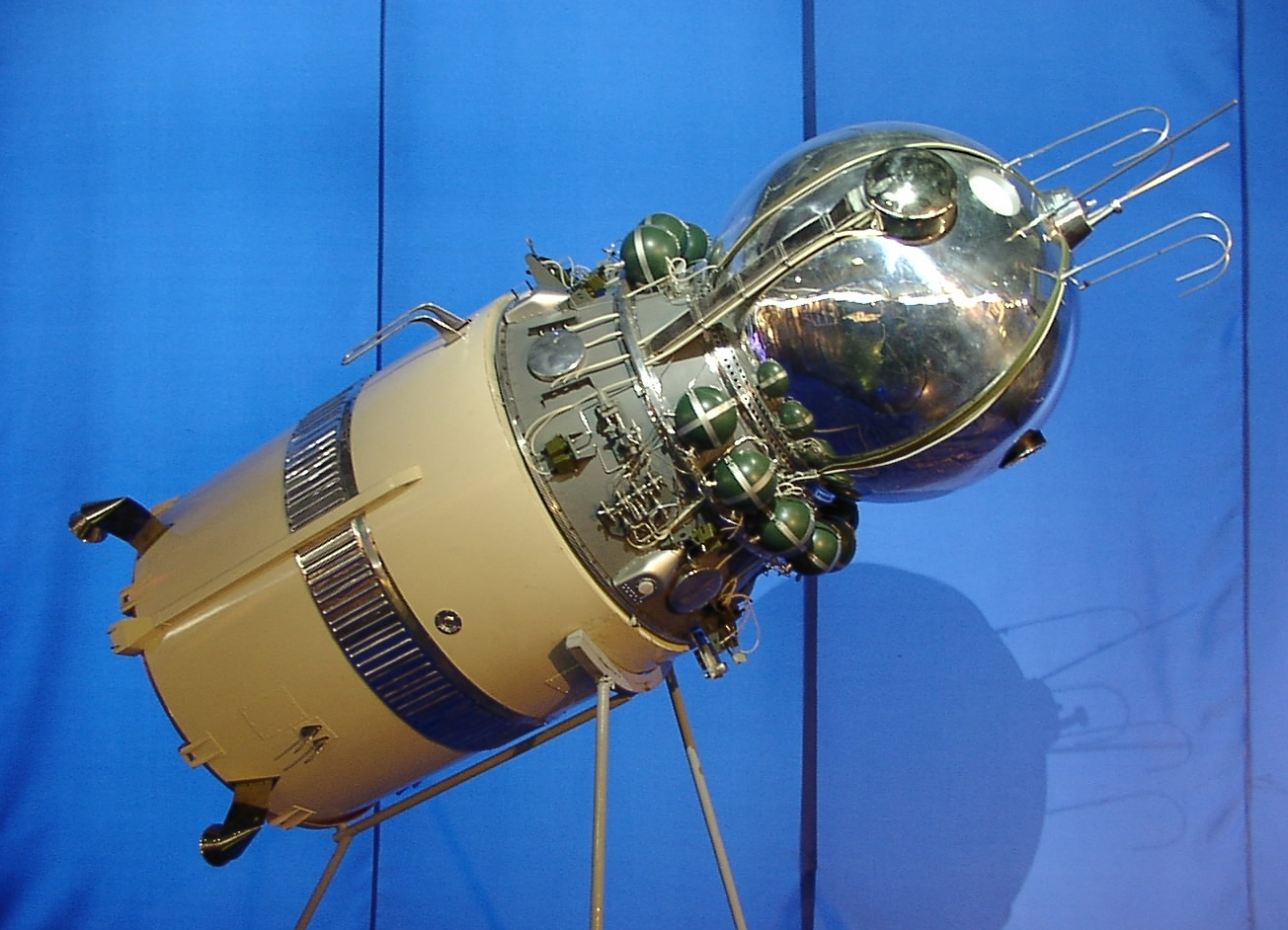
مركبة فوستوك

فوستوك (بالروسية: Восток، وتعني الشرق) هي مركبة فضائية أنتجت ضمن برنامج فوستوك وصنعت في الاتحاد السوفيتي، وبها كانت أول رحلة فضائية بشرية في 12 أبريل 1961 وقام بها رائد الفضاء يوري غاغارين.